# Orlando Vitorino
Orlando José Carvalho Vitorino (Almeida, 21 de outubro de 1922 – Alcântara, Lisboa, 15 de dezembro de 2003) foi um filósofo e político português.
Discípulo de José Marinho e Álvaro Ribeiro e inspirado em Hegel, destacou-se sobretudo na filosofia, publicando vários estudos e livros nessa área. O filósofo nas suas reflexões aborda várias temáticas desde a Estética, à Filosofia do Teatro ou à Filosofia Política próxima do neoliberalismo.
Para além disso, Orlando Vitorino desempenhou um papel ativo na área do teatro, como actor, encenador e dramaturgo.
Foi também diretor de alguns filmes.
É muito conhecida a reflexão sobre a inutilidade da Universidade. Esta deveria ser extinta porque era «herdeira de todas as limitações ao desenvolvimento intelectual e de todas as proibições de informação cultural e científica ancestralmente atribuídas a organizações que, no progresso de actualização, as vieram abjurando, como as do ensino e da censura eclesiásticos» (in prefácio ao Ensaio sobre a Liberdade, de John Stuart Mill, Arcádia, 1973).
Foi um dos últimos representantes do movimento "Filosofia Portuguesa".

## Biografia
Era filho do conservador do registo civil António Martinho Diniz Vitorino, natural de Campo Maior, e de Maria Cândida Carvalho dos Santos Vitorino, doméstica, também natural de Almeida.
Licenciou-se em Ciências Histórico-Filosóficas na Universidade de Lisboa e foi funcionário superior da Fundação Calouste Gulbenkian, colaborando com Branquinho da Fonseca no arranque do Serviço de Bibliotecas Itinerantes, juntamente com Domingos Monteiro e António Quadros.
A 14 de fevereiro de 1948, casou civilmente em Lisboa com Maria Isabel Fusillier Pacheco Castelo (São Jorge de Arroios, Lisboa, 1921 – 18 de março de 2003), doméstica, filha do empregado bancário Manuel António Pacheco Castelo, natural de Elvas (freguesia de Alcáçova), e de Hermínia Cidade Fusillier Castelo, doméstica, natural de Lisboa (freguesia de Benfica).
Lançou a primeira tradução portuguesa da "Filosofia do Direito" de Hegel, no início da década de sessenta do século XX, para, quinze anos mais tarde, também introduzir, entre nós, o pensamento de Hayek, com "O Caminho para a Servidão".
Em 1951, funda com António Quadros os fascículos de cultura Acto, a partir de uma ideia onde também colaboram os escultores António Duarte e Martins Correia, que defendem a originalidade de uma filosofia portuguesa, autónoma e diferenciada.
Em 1955, em parceria com Azinhal Abelho, fundou a Companhia do Teatro d'Arte de Lisboa para a qual traduziu e encenou diversas peças.
Dirigiu também os Teatros da Trindade e da Estufa Fria.
Entre os realizadores da produção própria da CNEA conta-se Orlando Vitorino. Assim como, ainda nos anos 50 realizou várias curtas-metragens «culturais» em associação com o referido Azinhal Abelho. Nesta área terá, ainda, trabalhado com Manuel de Guimarães na adaptação (ou no argumento ou na sequência e planificação) de «O Trigo e o Joio».
Em 1956, no ano do centenário do nascimento de Sampaio Bruno, lançam o «Movimento de Cultura Portuguesa», fundando e dirigindo o jornal 57 (1957-1962), juntamente com o seu amigo António Quadros e Afonso Botelho. Aqui, com maior amplitude, profundidade e continuidade do que se fizera na revista Acto, cinco anos antes, procurou-se dar pública expressão e desenvolvimento às teses da filosofia portuguesa.
Em 1964, foi um dos criadores e promotores da Liga dos Escritores Católicos de Portugal.
Em 1985, tentou candidatar-se à Presidência da República, desistindo, mais tarde, por não ter conseguido recolher as assinaturas necessárias.
Numa tentativa de reconstrução do Estado, redigiu um projeto para uma nova Constituição, onde se tenta conciliar, num projeto político e económico misto e liberal, elementos monárquicos, aristocráticos e democráticos.
Morreu a 15 de dezembro de 2003, na freguesia de Alcântara, em Lisboa. Foi sepultado no cemitério da Ajuda.

## Obra

### Filosofia
- Filosofia, Ciência, Religião: um ensaio (1959)
- Notas contra a degradação do espírito (1969)
- A Idade do Corpo e a Fenomologia do Mal (1970)
- Refutação da Filosofia Triunfante (1976)[9]
- Exaltação da Filosofia Derrotada (1983)[10]
- A Fenomenologia do Mal e outros ensaios filosóficos (2010)[11]
- As teses da Filosofia Portuguesa

### Teatro
- Nem Amantes Nem Amigos (1962)
- Tongatabu (1965).
- Na representação de Tongatabu
- Tongatabu; Seguido de discurso sobre o que o teatro é
- Sete absurdos da legislacão que regula a actividade teatral
- Auto da Índia; Auto dos físicos; A Farsa do velho da horta / Gil Vicente (revisão de textos)
- Quem tem farelos?; Farsa de Inês Pereira; O juiz da Beira / Gil Vicente (revisão)
- Os autos das barcas: inferno, purgatório, glória / Gil Vicente (revisão)
- Os fantasmas: aparições fantásticas em 3 actos / Eduardo de Filippo (texto português)

### Cinema
- Eu Fui ao Jardim Celeste (1952)
- Fábula da Leitura (1952)
- O Plano de Educação Popular (1953)[7]
- Fábula da Leitura (1953)[7]
- Nem Amantes, Nem Amigos (1970)

### Política
- Manual de teoria política aplicada
- Manual de teoria política aplicada: o Liberalismo como sistema de liberdade
- Escola formal
- Suaves Cavaleiros (1971)
- Diário das Eleições Presidenciais de 1986
- Como pensar a injustiça? (1973)
- O Raciocínio da Injustiça[12]
- Le raisonnement de l'injustice (1973)[13]

### Tradução
- Introdução filosófica à Filosofia do Direito de Hegel
- Traduções portuguesas de filosofia
- O caminho para a servidão / Frederico Hayek
- Yerma: peça em três actos / Federico Garcia Lorca
- Princípios da filosofia do direito / Hegel
- Estado de sítio / Costa Gavras e Franco Solinas
- Lutar até de madrugada / Ugo Betti
- Estética: a ideia e o ideal / Hegel
- Estética: a arte simbólica / Hegel
- Estética, o belo artístico ou o ideal / Hegel
- Estética / Hegel
- Estética: a arte clássica e a arte romântica
- Ensaio sobre a liberdade / John Stuart Mill
- Os degenerados / Aleksej Macsimovic Peskov